# Schwäbisch Hall Unicorns 2022
Questa voce raccoglie le informazioni riguardanti gli Schwäbisch Hall Unicorns nelle competizioni ufficiali della stagione 2022.

## German Football League 2022

### Stagione regolare
| Schwäbisch Hall 21 maggio 2022, ore 17:02 1ª giornata | Schwäbisch Hall Unicorns | 48 – 14 (14-6 21-0 0-0 13-8) referto | Saarland Hurricanes | Optima Sportpark (2043 spett.)\| Arbitro: \| Herrmann \| |
| Arbitro:                                              | Herrmann                 |                                      |                     |                                                          |

| Weingarten 29 maggio 2022, ore 15:00 2ª giornata | Ravensburg Razorbacks | 19 – 55 (0-21 7-20 6-7 6-7) referto | Schwäbisch Hall Unicorns | Lindenhofstadion (1340 spett.)\| Arbitro: \| Maurer \| |
| Arbitro:                                         | Maurer                |                                     |                          |                                                        |

| Straubing 11 giugno 2022, ore 15:00 4ª giornata | Straubing Spiders | 13 – 41 (0-14 7-7 6-13 0-7) referto | Schwäbisch Hall Unicorns | VfB-Stadion am Peterswöhrd (1150 spett.)\| Arbitro: \| Maurer \| |
| Arbitro:                                        | Maurer            |                                     |                          |                                                                  |

| Schwäbisch Hall 18 giugno 2022, ore 17:05 5ª giornata | Schwäbisch Hall Unicorns | 42 – 28 (14-6 14-8 14-7 0-7) referto | Allgäu Comets | Optima Sportpark (1296 spett.)\| Arbitro: \| Nabinger \| |
| Arbitro:                                              | Nabinger                 |                                      |               |                                                          |

| Schwäbisch Hall 2 luglio 2022, ore 17:03 7ª giornata | Schwäbisch Hall Unicorns | 49 – 17 (28-0 7-17 7-0 7-0) referto | Ravensburg Razorbacks | Optima Sportpark (1316 spett.)\| Arbitro: \| Nabinger \| |
| Arbitro:                                             | Nabinger                 |                                     |                       |                                                          |

| Marburgo 16 luglio 2022, ore 15:00 8ª giornata | Marburg Mercenaries | 13 – 38 (0-7 6-10 7-14 0-7) referto | Schwäbisch Hall Unicorns | Georg-Gaßmann-Stadion (623 spett.)\| Arbitro: \| Klaiber \| |
| Arbitro:                                       | Klaiber             |                                     |                          |                                                             |

| Schwäbisch Hall 23 luglio 2022, ore 17:00 9ª giornata | Schwäbisch Hall Unicorns | 52 – 0 (3-0 28-0 21-0 0-0) referto | Frankfurt Universe | Optima Sportpark (2234 spett.)\| Arbitro: \| Herrmann \| |
| Arbitro:                                              | Herrmann                 |                                    |                    |                                                          |

| Monaco di Baviera 30 luglio 2022, ore 16:00 10ª giornata | Munich Cowboys | 6 – 28 (0-14 3-0 0-7 3-7) referto | Schwäbisch Hall Unicorns | Städtisches Stadion an der Dantestraße (1698 spett.)\| Arbitro: \| Maurer \| |
| Arbitro:                                                 | Maurer         |                                   |                          |                                                                              |

| Kempten 21 agosto 2022, ore 15:00 12ª giornata | Allgäu Comets | 28 – 49 (0-14 7-21 14-14 7-0) referto | Schwäbisch Hall Unicorns | Illerstadion (822 spett.)\| Arbitro: \| Fischer \| |
| Arbitro:                                       | Fischer       |                                       |                          |                                                    |

| Schwäbisch Hall 27 agosto 2022, ore 17:00 13ª giornata | Schwäbisch Hall Unicorns | 35 – 10 (28-0 0-3 7-0 0-7) referto | Straubing Spiders | Optima Sportpark (1463 spett.)\| Arbitro: \| Fischer \| |
| Arbitro:                                               | Fischer                  |                                    |                   |                                                         |

### Playoff
| Schwäbisch Hall 10 settembre 2022, ore 16:02 Quarti di finale | Schwäbisch Hall Unicorns | 35 – 21 (6-7 22-14 7-0 0-0) referto | Berlin Adler | Optima Sportpark (1801 spett.)\| Arbitro: \| Nabinger \| |
| Arbitro:                                                      | Nabinger                 |                                     |              |                                                          |

| Schwäbisch Hall 24 settembre 2022, ore 16:04 Semifinale | Schwäbisch Hall Unicorns | 33 – 8 (7-0 13-0 13-0 0-8) referto | Allgäu Comets | Optima Sportpark (2534 spett.)\| Arbitro: \| Maurer \| |
| Arbitro:                                                | Maurer                   |                                    |               |                                                        |

| Arbitri: | Pruin Heinrich Angermeier Forst Berndt Hintze Maghsudi-Hamann Witt |

| |           | |
| Haas 6':50" Q1 (TD) 37yd kickoff return Stadelmayr Q1 (pat) Hennessey 10':56" Q2 (TD) 1yd run Stadelmayr Q2 (pat) Rutenbeck 5':24" Q2 (TD) 31yd pass from Hennessey 0':18" Q2 (TD) 10yd run Stadelmayr Q2 (pat) Stadelmayr 8':57" Q3 (FG) 26yd Böhringer 0':21" Q3 (TD) 27yd pass from Hennessey Stadelmayr Q3 (pat) Minton 0':59" Q4 (TD) 16yd pass from Hennessey Stadelmayr Q4 (pat) | Marcatori | Pajarinen 6':55" Q1 (TD) 5yd run Pajarinen 1':19" Q1 (TD) 4yd run Schuhmacher Q1 (pat) Dragan 1':54" Q3 (TD) 14yd pass from R. Patterson Schuhmacher Q3 (pat) R. Patterson 8':00" Q4 (TD) 3yd run Schuhmacher Q4 (pat) |

## Statistiche di squadra
| Competizione      | %Vittorie | In casa | In casa | In casa | In casa | In casa | In casa | In trasferta | In trasferta | In trasferta | In trasferta | In trasferta | In trasferta | Totale | Totale | Totale | Totale | Totale | Totale |
| Competizione      | %Vittorie | G       | V       | N       | P       | Pf      | Ps      | G            | V            | N            | P            | Pf           | Ps           | G      | V      | N      | P      | Pf     | Ps     |
| ----------------- | --------- | ------- | ------- | ------- | ------- | ------- | ------- | ------------ | ------------ | ------------ | ------------ | ------------ | ------------ | ------ | ------ | ------ | ------ | ------ | ------ |
| Stagione regolare | 1.000     | 5       | 5       | 0       | 0       | 226     | 69      | 5            | 5            | 0            | 0            | 211          | 79           | 10     | 10     | 0      | 0      | 437    | 148    |
| Playoff           | 1.000     | 3       | 3       | 0       | 0       | 112     | 56      | 0            | 0            | 0            | 0            | 0            | 0            | 3      | 3      | 0      | 0      | 112    | 56     |
| Totale            | 1.000     | 8       | 8       | 0       | 0       | 338     | 125     | 5            | 5            | 0            | 0            | 211          | 79           | 13     | 13     | 0      | 0      | 549    | 204    |

## Statistiche personali

### Marcatori
| Giocatore       | Ruolo | TD rush | TD recv | TD int | TD p.ret | TD k.ret | TD oth | Xp1   | Xp2 | FG  | Saf | Totale |
| --------------- | ----- | ------- | ------- | ------ | -------- | -------- | ------ | ----- | --- | --- | --- | ------ |
| Rutenbeck       |       | 0       | 11+3    | 0      | 0        | 0        | 0      | 0     | 0   | 0   | 0   | 84     |
| Stadelmayr      |       | 0       | 0       | 0      | 0        | 0        | 0      | 59+11 | 0   | 2+1 | 0   | 79     |
| M. Alfieri      |       | 7+2     | 1+1     | 0      | 0        | 0        | 0      | 0     | 0   | 0   | 0   | 66     |
| Hennessey       |       | 4+4     | 0       | 0      | 0        | 0        | 0      | 0     | 0+1 | 0   | 0   | 50     |
| Böhringer       |       | 0       | 7+1     | 0      | 0        | 0        | 0      | 0     | 0   | 0   | 0   | 48     |
| Minton          |       | 0       | 5+2     | 0      | 0        | 0        | 0      | 0     | 0   | 0   | 0   | 42     |
| Kozlowski       |       | 5       | 0       | 0      | 0        | 0        | 0      | 0     | 0   | 0   | 0   | 30     |
| J. Annerwall    |       | 0       | 3       | 0      | 0        | 0        | 0      | 0     | 0   | 0   | 0   | 18     |
| Haas            |       | 1       | 0+1     | 0      | 0        | 0+1      | 0      | 0     | 0   | 0   | 0   | 18     |
| J. Parker       |       | 0       | 3       | 0      | 0        | 0        | 0      | 0     | 0   | 0   | 0   | 18     |
| M. Schuele      |       | 3       | 0       | 0      | 0        | 0        | 0      | 0     | 0   | 0   | 0   | 18     |
| L. Schaefer     |       | 0       | 2       | 0      | 0        | 0        | 0      | 0     | 1   | 0   | 0   | 14     |
| S. Kurrer       |       | 0       | 2       | 0      | 0        | 0        | 0      | 0     | 0   | 0   | 0   | 12     |
| Y. Baumgärtner  |       | 0       | 1       | 0      | 0        | 0        | 0      | 0     | 0   | 0   | 0   | 6      |
| della Vecchia   |       | 0       | 0       | 1      | 0        | 0        | 0      | 0     | 0   | 0   | 0   | 6      |
| L. Hirschberger |       | 0       | 1       | 0      | 0        | 0        | 0      | 0     | 0   | 0   | 0   | 6      |
| N. Lux          |       | 0       | 0       | 1      | 0        | 0        | 0      | 0     | 0   | 0   | 0   | 6      |
| Nunnelly        |       | 0       | 1       | 0      | 0        | 0        | 0      | 0     | 0   | 0   | 0   | 6      |
| P. Prosinecki   |       | 0       | 1       | 0      | 0        | 0        | 0      | 0     | 0   | 0   | 0   | 6      |
| T. Schuermann   |       | 0       | 0       | 1      | 0        | 0        | 0      | 0     | 0   | 0   | 0   | 6      |
| Slack           |       | 1       | 0       | 0      | 0        | 0        | 0      | 0     | 0   | 0   | 0   | 6      |
| B. Spiess       |       | 0       | 0       | 1      | 0        | 0        | 0      | 0     | 0   | 0   | 0   | 6      |

### Passer rating
| Giocatore     | G   | Att    | Comp  | Int | Yds      | TD   | NFL    | NCAA   |
| ------------- | --- | ------ | ----- | --- | -------- | ---- | ------ | ------ |
| Hennessey     | 6+3 | 134+45 | 98+32 | 5+2 | 1524+564 | 18+9 | 134,50 | 212,57 |
| Slack         | 8+1 | 132+2  | 91+1  | 1+0 | 1172+2   | 18+0 | 132,95 | 187,01 |
| della Vecchia | 1   | 13     | 8     | 0   | 81       | 1    | 104,97 | 139,26 |